# Agencia Boliviana Espacial
La Agencia Boliviana Espacial (ABE) es una empresa pública de Bolivia encargada de las actividades espaciales del país. Fue creada el 10 de febrero de 2010 y tiene como principal objetivo el lanzamiento, administración y utilización del satélite Túpac Katari.

## Historia
La ABE es creada por Decreto Supremo 423 el 10 de febrero de 2010. Después de su creación, se emitió el Decreto Supremo 746 en diciembre del mismo año bajo el cual el gobierno de Bolivia, a través de la Agencia Boliviana Espacial, suscribía un contrato por 251 124 millones de dólares para la adquisición del Satélite Túpac Katari.

## Estaciones terrenas
- Estación Terrena de Amachuma
- Estación Terrena de La Guardia

## Satélites
- Satélite Túpac Katari (TKSAT-1)